# Пруды (Правдинский район)
Пруды (до 1950 года — Аббартен (нем. Abbarten))— посёлок в Правдинском районе Калининградской области.  Входит в состав Домновского сельского поселения.  Население 49 человек (на 01.01.2013).

## География
Поселок Пруды расположен в 7 км юго-западнее Правдинска, на малой реке именем Правда. Через посёлок проходит боковая автомобильная дорога, которая через Рощино (Калининградская область) и Сосновский лес выходит к трассе А196.
Железнодорожное сообщение в настоящий момент отсутствует. Проходившая неподалеку ветка Калининград—Лидзбарк-Варминьски более не эксплуатируется.

## История
Населённый пункт относится к исторической области древней Пруссии именем Натангия.
Впервые населенный пункт под названием Кабуртен упоминается в документах под 1533 годом.
Первый покупатель поместья уже под названием Аббартен (в середине 17 века) — верховный маршал (Obermarschall) герцогства Пруссия Вольф фон Крейцен (1598—1672). Внук Вольфа продал поместье Аббартен за 22000 талеров Эрнсту графу Финк фон Финкенштейн (1633—1717), который отдал его в приданое за своей дочерью Софией Шарлоттой (1660—1753). Мужем графини стал Отто Эрнст фон Рауттер (ум. 1708). Здесь, в Аббартене родился их сын, Карл Фридрих фон Рауттер (1698—1758), генерал-майор прусской службы и шеф 4 пехотного полка. В 50-е годы 18 века он выстроил здесь одноэтажную усадьбу с высокой мансардой, которая считалась одним из самых примечательных образцов усадебного строительства Восточной Пруссии 18 века. Карл Фридрих после битвы при Цорндорфе одал в отставку, вернулся в Аббартен, и скончался здесь в 1758 году, неженатый и бездетный.
Поместье перешло по наследству в 1773 году Иоахиму Фридриху фон Штуттерхейм (1715-1783), генеральному инспектору Пруссии и губернатору Кенигсберга, Мемеля и Пиллау. Поместье оставалось в собственности рода фон Штуттерхейм (с 1842 года - фон Альт-Штуттерхейм) до 1931 года, когда оно в результате массового падежа обанкротилось. Следующим владельцем стала семья Марун.
По итогам Второй Мировой войны передан в состав СССР вкупе со всей северной частью упразднённой Восточной Пруссии. В 1950 году Аббартен был переименован в поселок Пруды.

## Население
| 2002 | 2010 |
| ---- | ---- |
| 52   | ↗54  |